# Windows Server 2025
Windows Server 2025 — серверная операционная система семейства Windows Server; четырнадцатый и текущий выпуск данной ОС, выпущенный по каналу долгосрочного обслуживания (LTSC) корпорацией Microsoft в составе семейства операционных систем Windows NT. Он был выпущен 1 ноября 2024 года. Это первая Windows Server, которая была основана на WIndows 11, в то время как Server 2016-2022 на Windows 10.
Microsoft объявила, что функция команды sudo будет доступна только для Windows Server 2025. Тем не менее, с выпуском Windows 11 build 26052 она позже подтвердила, что функция будет доступна и в Windows 11. Некоторые пользователи позже обнаружили следы команды sudo в предварительной версии. Microsoft заявила, что она была добавлена по ошибке и будет отключена в будущих обновлениях.
Windows Server 2025 также является первой операционной системой Windows Server, поддерживающей архитектуру ARM64.

## Функции
Windows Server 2025 имеет следующие возможности:
- Серверная обработка
- Подписка только при использовании
- SMB через QUIC

## Минимальные требования
| Аппаратное обеспечение          | Минимальные требования |
| ------------------------------- | --- |
| Процессор                       | Процессор x86-64-v2 или процессор ARMv8.1 ARM64 |
| Оперативная память              | 512 МБ для Server Core или 2 ГБ для Server с Desktop Experience |
| Свободное дисковое пространство | Не менее 32 ГБ свободного места на HDD или SSD |
| Разрешения экрана               | Разрешение 1024 x 768 пикселей (требуется только для определенных функций) |
| Сеть                            | Беспроводной адаптер, поддерживающий 802.11, или - Адаптер Ethernet с пропускной способностью не менее 1 Гбит/с или - Сетевая карта с минимальной пропускной способностью 1 Гбит                       |
| Прошивка                        | Система на базе UEFI 2.3.1c и прошивка, поддерживающая безопасную загрузку (требуется только для определенных функций), Для версий ARM64 Windows Server 2025 требуется прошивка UEFI с протоколом ACPI |
| Безопасность                    | Trusted Platform Module 2.0 (требуется только для определенных функций) |